# İsmet İnönü
Mustafa İsmet İnönü (n. 24 septembrie 1884, Izmir; d. 25 decembrie 1973, Ankara) a fost un politician turc care în perioada Imperiului otoman a deținut funcția de colonel, pe cea de general în timpul Republicii Turcia și fost șef de stat major al armatei. El a fost și primul prim ministru al Turciei în momentul în care aceasta a fost proclamată republică, dar și al doilea președinte din istoria acesteia. A fost decorat și cu medalia pentru fapte de eroism din perioada războiului de independență a Turciei, desfașurat după primul război mondial. După decesul lui Kemal Atatürk a fost ales secretar general al Partidului Republican al Poporului, care i-a conferit și titlul de „Șef al Națiunii”. A fost căsătorit cu Mevhibe İnönü și a avut trei copii: doi băieți, Ömer İnönü, Erdal İnönü, și o fată, Özden Toker.
A participat la Războiul de independență a Turciei și a participat la lucrările conferinței de la Lozan unde a semnat acordul.

## Primii ani de viata
İsmet İnönü s-a nascut la Izmir, având în sângele său și o moștenire kurdă prin intermediul tatălui său a cărui familie provine din zona Bitlis. Ismet este al doilea fiu al lui Reșit Efendi și al doamnei Cevriye. Bunicul din partea tatălui, Abdülfettah Efendi, avea să se așeze în  ținutul Malatya, loc în care a trăit și tatăl lui Ismet în timp ce, mama acestui om politic al Turciei moderne provine din Razgrad (Bulgaria), aceasta fiind fiica unuia din învățații din acest orășel bulgăresc, Müderris Hasan Efendi, care în 1870 se mutase la Istanbul din pricina războiului ruso-turc ce amenința zorii acelor vremuri. Cevriye și Reșit aveau să se căsătorească în 1880 la Istanbul. Primul copil al acestui cuplu a fost Ahmet Mithat (1882-1960), urmat de nașterea lui Ismet. Alți copii (băieți) ai acestui cuplu au fost Hasan Riza și Hayri Temelli, iar unica lor fată se numea Seniha Okatan.

## Primii ani de studiu
İsmet İnönü a studiat școala primară și gimnaziul în orașul Sivas. Primul an de liceu l-a făcut de asemenea la Sivas după care, din anul 1897, a continuat studiile liceale la Istanbul. La 14 februarie 1901 a fost admis la Școala de Artilerie pentru ca pe 1 septembrie 1903 să o absolve cu gradul de locotenent. La 26 septembrie a terminat printre primii Academia de război ce îi permitea să ocupe o funcție în statul major general. Acum a obținut și funcția de căpitan. După absolvirea acestei școli avea să-și facă stagiul militar la Edirne în armata a doua.

## Cariera militara
În 1908, Ismet Inönü se afla în statul major al armatei a doua de cavalerie participând la evenimentele din 31 martie (13 aprilie) 1909 (o revoltă ce putea desființa Imperiul Otoman). În 1910 este adus în cadrul corpului 4 de armată iar în 1911 participa la suprimarea unei noi revolte care de această dată izbucnise în Yemen și al cărui conducător era Yahya Muhammad Hamid ed-Din.
La 26 aprilie 1912 devine maior.
Între anii 1912-1913 participă la Primul Război Balcanic luptând pe frontul bulgaro-otoman. După încheierea luptelor participă în calitate de consilier militar în delegația turcă care a încheiat la 29 septembrie 1913 acordul de la Istanbul. Prin acest acord s-a decis, printre altele, ca Edirne, Dimetoka și Kirklareli să rămână în cadrul Imperiului Otoman, iar la bulgari să rămână Kavala și Dedeaci, iar râul Marița să despartă cele două state.
Ismet a fost cunoscut de a lungul vieții sale și sub numele de Ismet Pașa, el schimbându-și numele în preajma anului 1930, când Atatürk a decis ca toți compatrioții săi să aibă și un nume de familie. În aceste condiții Ismet a decis sa ia numele de Inönü, de la numele unui oraș din centrul Anatoliei, unde el a comandase forțele armate turcești.
La 29 octombrie 1914 este avansat la gradul de locotenent-colonel, pentru ca la 14 decembrie 1915 să devină colonel.
În timpul primului razboi mondial a luptat pe frontul din Caucaz, devenind comandant de corp de armată, colaborând cu Mustafa Kemal Atatürk (alături de care a fost înmormantat, în Mausoleul Amintirii din Ankara).
La 1 mai 1917 se afla pe frontul din Palestina la comanda corpului 20 de armată, pentru ca la 20 iunie sa fie numit la comanda corpului 3 de armată. După pierderea luptei de la Megiddo în fața generalului britanic Edmund Allenby⁠(en)[traduceți], a fost trimis la Istanbul.

## Războiul de independență
În data de 29 decembrie 1919 a participat la lucrările Conferinței de Pace de la Paris în calitate de consilier militar. La 23 aprilie 1920 a fost ales deputat de Edirne (Adrianopol) în parlamentul turc.

## Moartea
A decedat in ziua de 25 decembrie 1973 la ora 16 si 5 minute și este înmormântat la Mausoleul de la Ankara